# Edificio La Nacional
Az Edificio La Nacional (spanyol nevének jelentése: „a nemzeti” épület) Mexikóváros egyik irodaháza, amely az 1930-as években Mexikó legmagasabb épülete volt.

## Története
Az épületet a La Nacional nevű biztosítótársaság építtette 1929 és 1932 között, innen kapta a nevét. Tervezője Manuel Ortiz Monasterio, Bernardo Calderón és Luis Ávila volt. Az alapozáshoz (az instabil, korábban egy tó fenekén fekvő, ráadásul földrengésveszélyes helyszínen található építési terület miatt) beton és 2100 fa felhasználásával 373 cölöpöt vertek le a földbe, amelyek 31,5 méter mélyre nyúltak, valamint 87 tonna acélt is beépítettek az alapba. Az építés során 73 000 szegecset használtak fel, a falakba és a födémekbe 2500 m³ betont építettek be. Miután felépült, az alacsonyabb épületek látványához szokott városlakók „Mexikó első felhőkarcolójának” kezdték nevezni, mivel az 50 métert is meghaladó magasságú Edificio La Nacional ekkor az ország legmagasabb épülete lett.
Felavatására 1932. december 27-én került sor. Kibírta az 1957-es és az 1985-ös földrengést is, és bár a 2017-es rengés után egy időre be kellett zárni, súlyosabb károkat akkor sem szenvedett el.

## Leírás
Az épület Mexikóváros történelmi városközpontjában, Cuauhtémoc kerületben, az Alameda Central délnyugati sarkában áll, a Szépművészeti Palota déli, a Torre Latinoamericana nyugati szomszédságában. Az art déco stílusú, 10 000 tonna össztömegű ház két szélén két alacsony, lépcsőzetes, nem teljesen egyforma toronyszerű kiemelkedés látható. Földszinti része sötétebb, efölött világosabb szürkés színű, a sötétebb rétegből kiinduló, íves záródású főbejárata benyúlik a világosabb rétegbe is. Az épületnek eredetileg 366 ablaka és 250 ajtója volt. Benne 5 lift működik. Irodaházként hasznosítják, ám jó része kihasználatlan.

## Képek

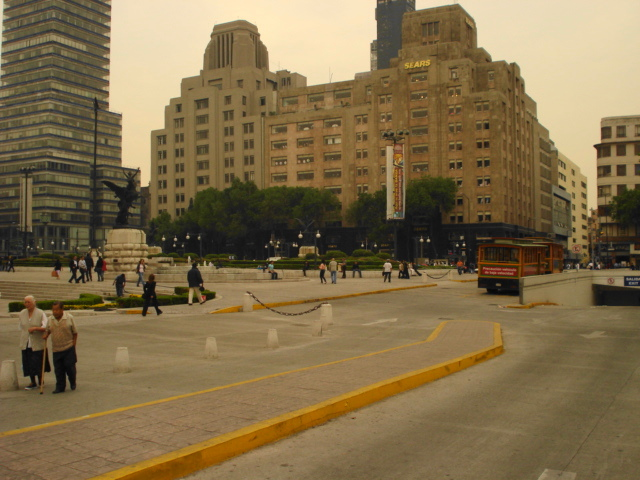
Az épület és környezete
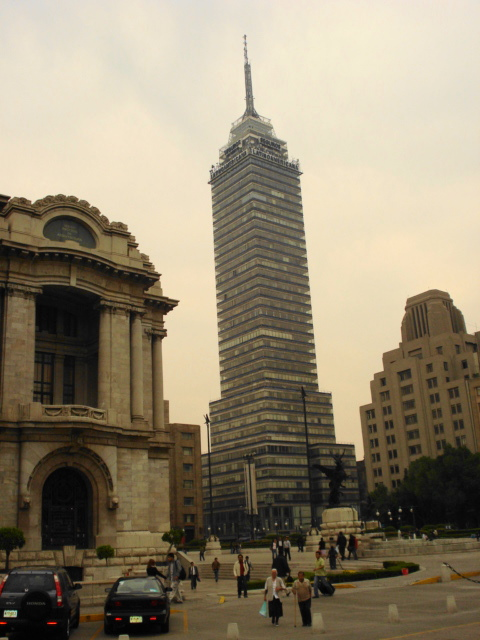
Balról jobbra: a Szépművészeti Palota, a Torre Latinoamericana és az Edificio La Nacional
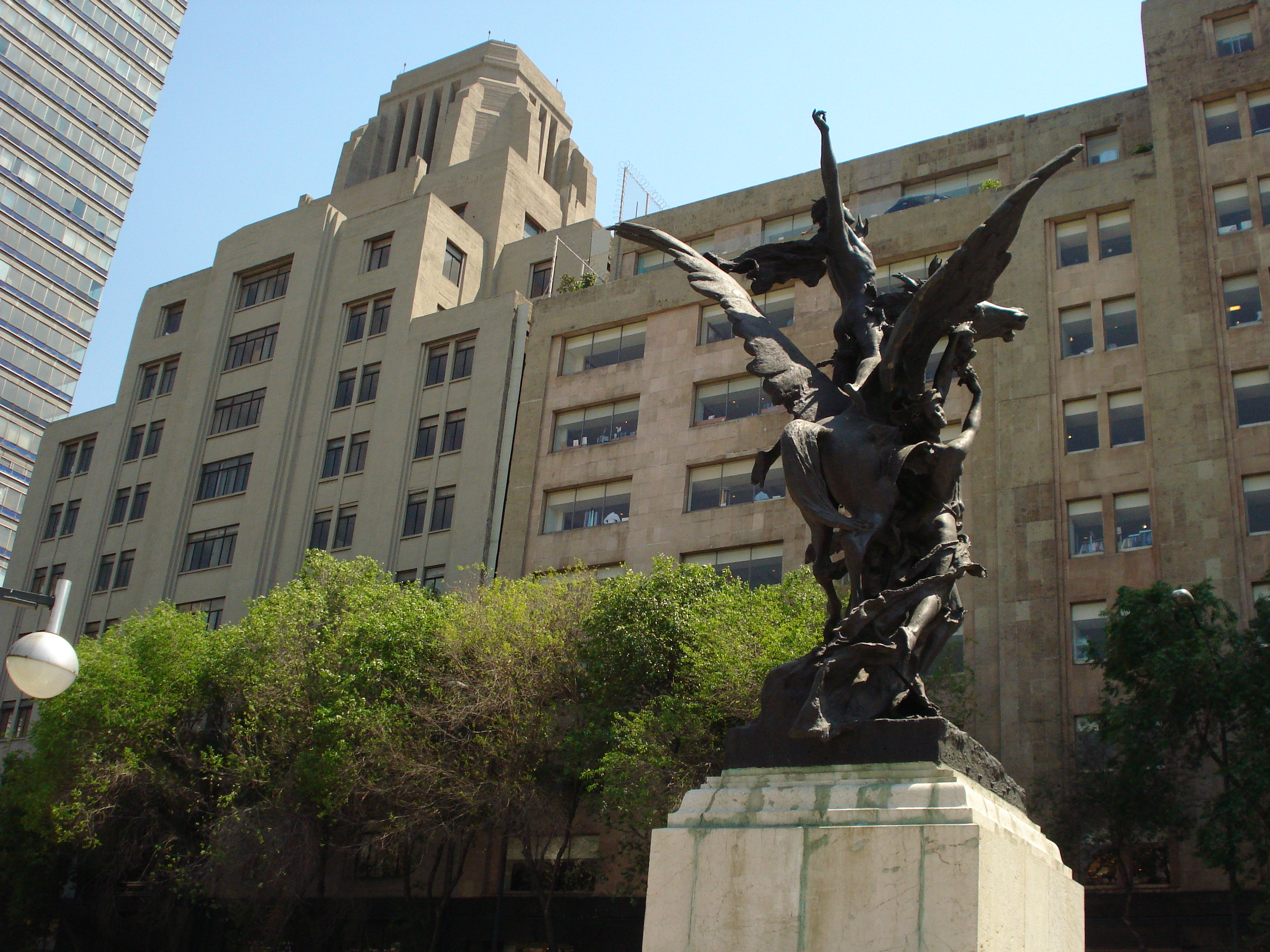
Pegazusszobor és az épület
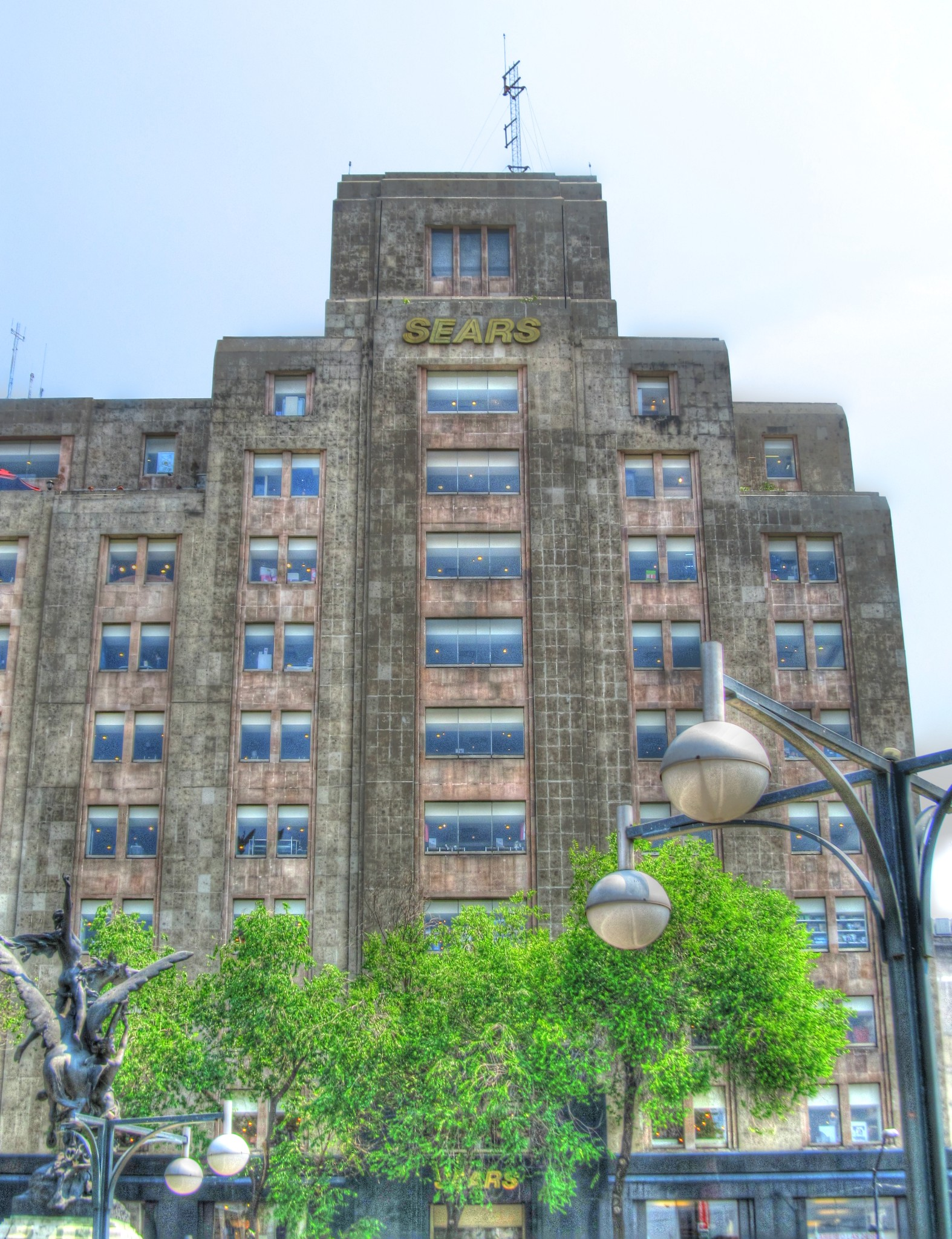
Részlet